# 韋里拉山
42°23′30″N 23°15′49″E / 42.39167°N 23.26361°E

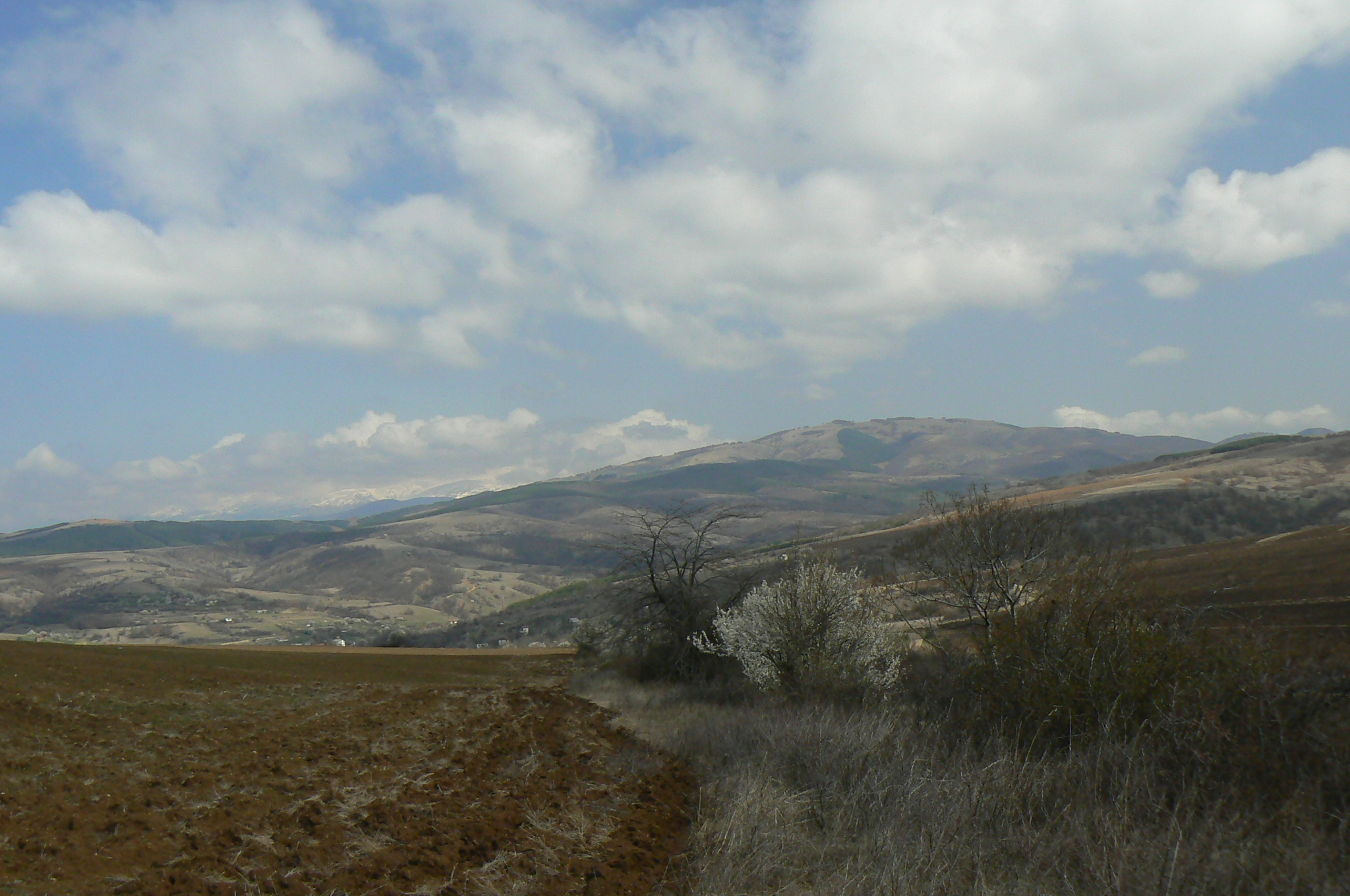

韋里拉山是保加利亞的山峰，位於該國西部，處於索菲亞市州，長20公里、寬12公里，海拔高度1,415米，山體由片麻岩和片岩組成，受大陸性氣候影響。